# Agne Holmström
Olof Agne Laurentius Holmström (Lund, 29 dicembre 1893 – Stoccolma, 22 ottobre 1949) è stato un velocista svedese.

## Palmarès
- Giochi olimpici

Anversa 1920: bronzo nella staffetta 4×100 metri.